# 杨柳街天主堂

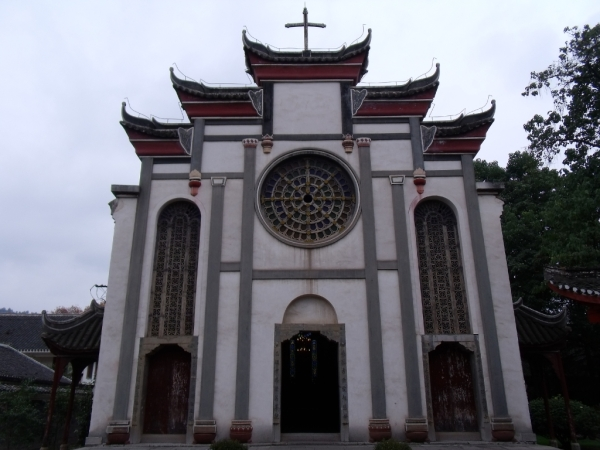
杨柳街天主堂

杨柳街天主堂是位于中华人民共和国贵州省遵义市红花岗街的一座历史悠久的天主教堂，现作为国家级文物遵义会议会址中的红军总政治部旧址对外展出。暂无宗教功能。

## 简介
原杨柳街堂区属于天主教安龙教区。遵义最早的传教活动始自1777年（乾隆四十二年）的刘瀚墨（译名韩默，Hamel）神父，最早的圣堂则始建于1867年（同治六年），次年被毁。分别于1873年、1897年、1984年三次重建。堂区有多个建筑组成的建筑群构成，最重要的是382.5平方米的圣堂，结构上符合天主教大殿布局，装饰仿中式古典建筑。附属建筑包括教士住宅、院落和学堂等，是典型的中式园林，该建筑群至今仍然保存。

## 历史及现状
1935年，红军长征行至遵义。遵义会议期间，杨柳街天主堂被作为红军总政治部使用。在这里宣传党的政策、方针，举行会议并成立了多个群众组织。
中共建政后，原圣堂长期被遵义市图书馆占用，70年代被毁。1984年文化大革命结束后，政府出资重新按原貌修建，并将图书馆迁出，辟为纪念馆。但仍未恢复宗教活动。作为补偿，政府许诺红花岗区天元宫田兴元、彭定清、晏金廷三个院落共计3000余平米的土地置换据称原有13600多平方米的堂院，但至今仍未完全落实。与此形成对比的是，同样位于杨柳街上的基督教堂，也曾被红军征用，如今已完全恢复了宗教活动。